# Marinus van Grinsven
Marinus Mathias (Marien) van Grinsven CssR (Den Dungen, 10 januari 1885 – Roermond, 10 juni 1950) was een Nederlands geestelijke van de Rooms-katholieke kerk, behorende tot de orde der redemptoristen (CssR). Hij was lector in de moraalleer, inspecteur van de missie en vice-postulator in de canonisatie van Petrus Donders CssR.

## Biografie

### Scholing
Marien van Grinsven werd geboren in Den Dungen (Noord-Brabant) als eerste kind van Antoon van Grinsven en Maria Smits. Na hem kwam zijn zus Paulina. Op 5-jarige leeftijd stierf zijn moeder, twee jaar daarna kwam hij bij zijn grootmoeder te wonen, eveneens in Den Dungen. Geld voor een goede opleiding ontbrak. Omdat Marien aanleg had tot studeren introduceerde zijn oom hem bij de oversten van het klooster in Den Bosch. Op 11-jarige leeftijd mocht hij dan naar het juvenaat te Roermond, onder leiding van pater Kronenburg, alwaar een lezing over de werken van de Heilige Alfonsus naar eigen zeggen veel indruk op hem maakte. Op 17-jarige leeftijd mocht Van Grinsven zijn proefjaar (noviciaat) starten en het jaar erop werd hij in Den Bosch 'gekleed'.

### Benoemingen
In 1903 -hij was achttien- trad Van Grinsven in bij de Congregatie van de Allerheiligste Verlosser (de redemptoristen) te Wittem, Limburg. Hij ontving zijn priesterwijding in 1908, waarna hij lector werd op het kleinseminarie in Roermond. In 1911 ging hij voor twee jaar studeren aan de Schola Major te Rome. Terug in Wittem was hij lector in de moraalleer en werd hij benoemd tot rector van het grootseminarie. Na drie jaar Wittem volgden zes jaar rectoraat in Den Bosch. In het Bossche diocees trad hij op als novicenmeester, biechtvader en raadsman. In 1930 werd hij rector van het redemptoristenklooster te Wittem. Pater van Grinsven was geen redenaar -iets waar de redemptoristen berucht om waren- maar hij was wel bedreven met de pen.
Vanaf 1923 bracht Van Grinsven als 'visitator extraordinarius', d.w.z. inspecteur van de missie, verschillende bezoeken aan gebieden waar de orde actief was; in 1929 de provincie Suriname, in 1932 de provincie Elzas en in 1936 aan de provincie Beieren.

### Voor Eer en Deugd
Pater van Grinsven was secretaris en propagandist van de zedelijkheidsvereniging Voor Eer en Deugd (VED), opgericht in 1904 door bisschop Diepen van Den Bosch. De VED richtte zich op de gevaren voor de goede zeden. Deze waren niet gelegen in de jeugdige leeftijdscategorie, maar vooral in de verkeringstijd, in de gehuwde staat en in het neutrale, dat wil zeggen niet-katholieke verenigingsleven. Een belangrijk speerpunt vormde de 'rechten van de grote gezinnen'.
Het afnemend kerkbezoek en de toegenomen 'lichtzinnigheid' baarde de katholieke leiders in het interbellum grote zorgen. In 1918 organiseerde de VED een dagcongres in Helmond over de 'zondige verkeering'. In Roomsch Leven, een weekblad van het dekenaat Tilburg, schreef Van Grinsven: Zeker, men is hier Roomsch, doch is men ook roomsch in woord en daad, in huis, op straat, in de fabriek? Helaas neen, zoals eenieder moet constateren, die iets weet van ons volksleven. Een mede door VED voorgestelde bioscoopwet haalde het niet in de tweede kamer (1923). Ondanks verzoeken hiertoe door Van Grinsven ontving de vereniging VED geen koninklijke goedkeuring (rijkssubsidie).
Als redacteur van VED's maandtijdschrift Mannenadel en Vrouweneer, opgericht in 1910, behandelde Van Grinsven delicate kwesties als bioscoopbezoek, drankgebruik en bigamie. Daarnaast beval hij nieuwe, stichtelijke lectuur aan bij haar lezers en bij de r.k. standsorganisaties. In plaats van overleg met deze organisaties gebruikte Van Grinsven vaak de media voor zijn boodschap, in een stijl die niet altijd productief was. Zo berispte hij de Bond van R.K. Leeszalen (bibliotheken) dat deze bij haar cursus voor de opleiding van assistenten te Nijmegen voor een van de vakken een niet-katholieke docent had aangesteld. Dit terwijl het een technisch vak betrof en er geen alternatief was. Van Grinsven poogde zo de neutrale, niet-verzuilde Centrale Vereeniging van leeszalen op afstand houden. Een andere keer verweet hij de eveneens katholieke 'Bond voor Groote Gezinnen' dat zij veel te weinig actie ondernam, insinuerend dat de bondsbestuurders zelf kleine gezinnen zouden hebben. De reacties erop in diezelfde media vergrootten de polarisering op deze thema's, landelijk, maar ook binnen de katholieke zuil.

### Devotie en Canonisatie
Dankbaar aan zijn orde zette Van Grinsven zich bijzonder in voor de devotie (verering) en canonisatie (heiliging) van ordegenoten. Centraal stond de devotie tot de in 1904 heilig verklaarde redemptorist Gerardus Majella, zoon van een Italiaanse kleermaker uit de 18e eeuw. Elke maandag deed Van Grinsven het Lof ter ere van sint Gerardus.
Vanaf 1937 was Van Grinsven 'postulator causae' vanuit het Bisdom Den Bosch in de zaak van Petrus Donders CssR. Al zijn boeken en het merendeel van zijn artikelen in tijdschriften en nieuwsbladen hadden betrekking op de canonisatie van pater Donders. In deze rol ging Van Grinsven elke woensdag naar Tilburg voor de Dondersverering en het onderzoeken van gebedsverhoringen. Samen met P.C. de Brouwer was Van Grinsven een drijvende kracht achter de oprichting van het standbeeld Petrus Donders in Tilburg (1926), welke was 'ontworpen naar den geest van pater Van Grinsven CssR' en vervaardigd door beeldhouwer Maas uit Haarlem. De redevoering bij de onthulling van het monument namens de redemptoristen liet Van Grinsven uitvoeren door pater Jonckbloedt CssR uit Roosendaal.

### Dood
Van Grinsven leed aan zware diabetes, maar bleef doorwerken. Hij overleed te Roermond in 1950, tamelijk onverwacht, aan een hartinzinking op doorreis naar Den Bosch. In zijn condoleance benadrukte bisschop Mutsaerts Van Grinsvens' werk als vice-postulator en zijn lidmaatschap van het Consilium Vigilantiae, een college van hoeders van de (kerkelijke) moraal.